# Eukoenenia mirabilis
Eukoenenia mirabilis este o specie de palpigradi din familia Eukoeneniidae.

## Răspândire
Eukoenenia mirabilis se întâlnește în Africa de Nord, Europa de Sud, Europa de Sud-Est (România: Dobrogea), Orientul Apropiat (Israel), Madagascar, America de Sud (Chilie), Australia de Sud.